# Inline-Speedskating-Weltmeisterschaften 1999
Die Inline-Speedskating-Weltmeisterschaften wurden im chilenischen Santiago de Chile ausgetragen. Die Wettkämpfe fanden vom 23. September bis 3. Oktober 1999 statt.
Die erfolgreichsten Teilnehmer waren Sheila Herrero mit fünf Goldmedaillen bei den Frauen und Chad Hedrick mit acht Goldmedaillen bei den Herren.

## Frauen
| Distanz              | Gold                                                | Silber                                                  | Bronze                                                |
| Bahn                 | Bahn                                                | Bahn                                                    | Bahn                                                  |
| -------------------- | --------------------------------------------------- | ------------------------------------------------------- | ----------------------------------------------------- |
| 300 m Einzelsprint   | Valentina Belloni                                   | Estelle Flourens                                        | Li-Ling Pan                                           |
| 500 m Sprint         | Jessica Smith                                       | Estelle Flourens                                        | Siegridt Salinas                                      |
| 1000 m Sprint        | Jessica Smith                                       | Edurne Elcano                                           | Yi-Chin Pan                                           |
| 5000 m Punkte        | Simona Vesprini                                     | Andréa Haritchelhar                                     | Theresa Cliff                                         |
| 10000 m Punkte-Auss. | Jessica Smith                                       | Sheila Herrero                                          | Adelia Marra                                          |
| 15000 m Ausscheidung | Adelia Marra                                        | Yi-Chin Pan                                             | Debra Beveridge                                       |
| 5000 m Staffel       | Spanien Araceli Larrea Edurne Elcano Sheila Herrero | Vereinigte Staaten Theresa Cliff Lean Hoy Jessica Smith | Italien Claudia Ghirelli Simona Vesprini Adelia Marra |
| Straße               |                                                     |                                                         |                                                       |
| 300 m Einzelsprint   | Valentina Belloni                                   | Li-Ling Pan                                             | Eva Lizarraga                                         |
| 500 m Sprint         | Valentina Belloni                                   | Estelle Flourens                                        | Andréa Haritchelhar                                   |
| 1000 m Sprint        | Jessica Smith                                       | Ya-Wen Chen                                             | Estelle Flourens                                      |
| 5000 m Punkte        | Sheila Herrero                                      | Simona Vesprini                                         | Theresa Cliff                                         |
| 10000 m Punkte-Auss. | Sheila Herrero                                      | Theresa Cliff                                           | Simona Vesprini                                       |
| 15000 m Ausscheidung | Sheila Herrero                                      | Theresa Cliff                                           | Debra Beveridge                                       |
| Langstrecke          |                                                     |                                                         |                                                       |
| 42195 m Marathon     | Sheila Herrero                                      | Adelia Marra                                            | Andréa Haritchelhar                                   |

## Männer
| Distanz                | Gold                                                       | Silber                                                | Bronze                                                      |
| Bahn                   | Bahn                                                       | Bahn                                                  | Bahn                                                        |
| ---------------------- | ---------------------------------------------------------- | ----------------------------------------------------- | ----------------------------------------------------------- |
| 300 m Einzelsprint     | Keith Turner                                               | Pascal Briand                                         | Gregorio Duggento                                           |
| 500 m Sprint           | Pascal Briand                                              | Chad Hedrick                                          | Keith Turner                                                |
| 1000 m Sprint          | Chad Hedrick                                               | Pascal Briand                                         | Juan-Carlos Betancur                                        |
| 10000 m Punkte         | Chad Hedrick                                               | Massimiliano Presti                                   | Diego Rosero                                                |
| 15000 m Punkte-Auss.   | Chad Hedrick                                               | Massimiliano Presti                                   | Derek Downing                                               |
| 20000 m Ausscheidung   | Chad Hedrick                                               | Arnaud Gicquel                                        | Massimiliano Presti                                         |
| 10000 m Staffel        | Vereinigte Staaten Chad Hedrick Keith Turner Derek Downing | Frankreich Arnaud Gicquel Franck Cardin Pascal Briand | Italien Francesco Zangarini Luca Presti Massimiliano Presti |
| Straße                 |                                                            |                                                       |                                                             |
| 300 m Einzelsprint     | Gregorio Duggento                                          | Alessandro Cantarella                                 | Kalon Dobbin                                                |
| 500 m Sprint           | Ippolito Sanfratello                                       | Chad Hedrick                                          | Franck Cardin                                               |
| 1000 m Sprint          | Chad Hedrick                                               | Patrizio Triberio                                     | Diego Betancur                                              |
| 10000 m Punkte         | Chad Hedrick                                               | Arnaud Gicquel                                        | Jorge Botero                                                |
| 15000 m Punkte-Auss.   | Massimiliano Presti                                        | Arnaud Gicquel                                        | Shane Dobbin                                                |
| 20000 m Ausscheidung   | Chad Hedrick                                               | Derek Downing                                         | Jorge Botero                                                |
| Langstrecke            |                                                            |                                                       |                                                             |
| 84390 m Doppelmarathon | Luca Presti                                                | Arnaud Gicquel                                        | Massimiliano Presti                                         |

## Medaillenspiegel
| Platz | Land               | Gold | Silber | Bronze | Gesamt |
| ----- | ------------------ | ---- | ------ | ------ | ------ |
| 1.    | Vereinigte Staaten | 13   | 6      | 4      | 23     |
| 2.    | Italien            | 9    | 6      | 7      | 22     |
| 3.    | Spanien            | 5    | 2      | 1      | 8      |
| 4.    | Frankreich         | 1    | 10     | 2      | 13     |
| 5.    | Taiwan             | 0    | 3      | 2      | 5      |
| 6.    | Argentinien        | 0    | 1      | 2      | 3      |
| 7.    | Kolumbien          | 0    | 0      | 5      | 5      |
| 8.    | Australien         | 0    | 0      | 2      | 2      |
| 8.    | Neuseeland         | 0    | 0      | 2      | 2      |
| 10.   | Chile              | 0    | 0      | 1      | 1      |